# Trattato di Parigi (ottobre 1796)
Il trattato di Parigi del 1796 fu l’accordo di pace che portò alla cessazione di ostilità tra la Repubblica Francese, retta dal Direttorio, e Ferdinando I delle Due Sicilie, in seguito alla sconfitta borbonica nella prima Campagna d'Italia guidata da Napoleone Bonaparte.

## Storia
Dopo quattro anni di guerra di quasi tutta Europa contro la Francia, la mobilitazione popolare della Repubblica aveva incredibilmente cominciato a trionfare. Le delegazioni di resa dei monarchi facevano la fila presso il Direttorio, e in Italia ciò era dovuto al genio strategico del giovane generale corso Napoleone Bonaparte. Sconfitto il Piemonte, con la battaglia di Lodi anche la posizione della grande Potenza uscente, l’Austria, si era fatta complicatissima. Visto l’andazzo negativo degli eventi, i Borboni di Napoli sentirono improvvisamente l’opportunità di una ritirata strategica dal conflitto.
Il 17 pratile IV, 5 giugno 1796, veniva firmato tra la Repubblica Francese e il Re delle Due Sicilie l'armistizio di Brescia alle seguenti condizioni: il ritorno allo status quo, la neutralità del sovrano borbonico, la chiusura dei porti alle navi coalizzate.
Il trattato di ottobre firmato il 19 vendemmiale V, ribadì i termini dell’armistizio.